# Médecin
Pour les articles homonymes, voir Médecin (homonymie).
Un médecin est un professionnel de la santé titulaire d'un diplôme de docteur en médecine. Il soigne selon ses spécialisations les maladies, pathologies et blessures de l'être humain. 
Il travaille généralement au sein d'une équipe de professionnels de la santé comme la sage-femme, le psychologue, le diététicien, le pharmacien, le physicien médical, l'infirmier ou le chirurgien-dentiste. 
L'approche ethnologique référence différentes sortes de médecins (ethno-médecine) à travers le monde, au sens étymologique, avec des rituels validant parfois la formation.

## Étymologie
Du latin medicus (« médecin » ou « apte à guérir » ; « qui soigne, guérit »).

## Types de médecins

### Chirurgien

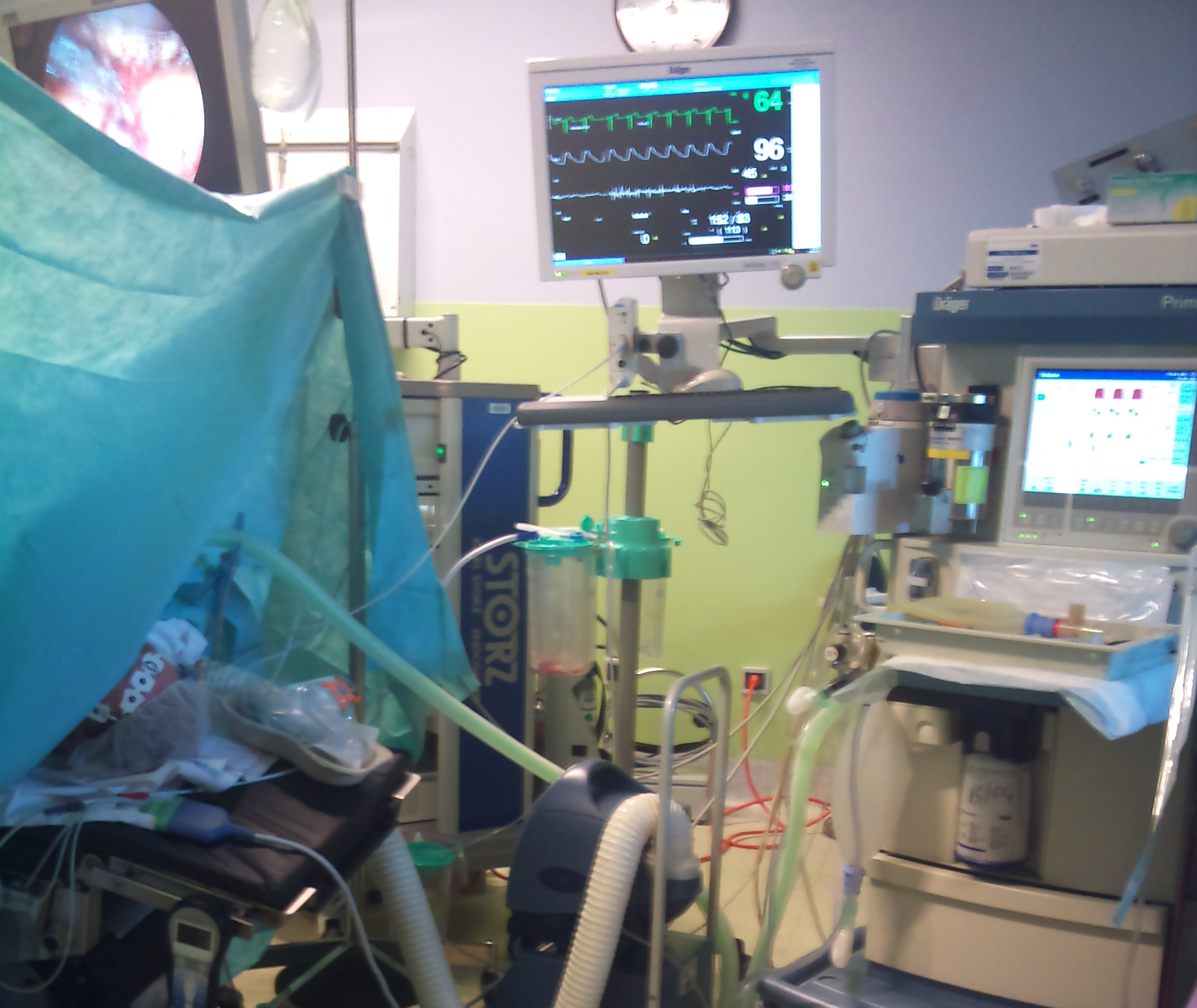
Un bloc opératoire.

Un chirurgien est médecin spécialisé dans les interventions chirurgicales, c'est-à-dire au-delà de la barrière cutanée. En cette qualité, le chirurgien gère le bloc opératoire. Il se spécialise dans un domaine en particulier considérant l'extrême expertise nécessaire au bon déroulement des interventions : (orthopédiste, chirurgien plastique, chirurgien pédiatre, neurochirurgien…). Le chirurgien utilise sa grande expertise en anatomie pour réaliser des gestes parfois très techniques : exérèse, ligatures, amputation, etc.

### Médecin hospitalier
Plusieurs types de médecins peuvent travailler à l’hôpital (en dehors des internes, en Europe, et des résidents au Canada) et ont des statuts différents. Les internes (étudiants en 3e cycle, après la sixième année, en Europe) et les résidents (médecins en formation, ayant obtenu leur doctorat après quatre ou cinq ans d'université, au Canada) ont le droit de prescrire et d'entreprendre des actes thérapeutiques ou diagnostiques (cf. Études de médecine).

### Médecin libéral
Les médecins libéraux exercent au sein d'un cabinet médical où ils travaillent seuls ou avec quelques confrères. En France, le recours à la publicité est interdit aux professionnels de santé, à l'exception des ostéopathes. Cependant, des propositions du Conseil d'État en date du 21 juin 2018 tendent à lever bientôt[Quand ?] cette interdiction afin de permettre à ces professionnels de communiquer sur leurs prestations et savoir-faire, dans le respect de leur déontologie.

### Médecin du travail
Dans certains pays, seuls les salariés des grandes entreprises, ou les salariés soumis à des dangers relèvent de la médecine du travail. Ailleurs, comme en France, tous les salariés sont concernés par la médecine du travail.

## Formation
La formation des médecins varie considérablement à travers le monde. Elle est en général universitaire. Dans la majorité des pays développés, un concours est utilisé pour sélectionner les candidats, soit au début de la formation, soit après quelques années de celle-ci. Après l'obtention du diplôme de docteur en médecine, les nouveaux médecins sont en général soumis à une période de pratique supervisée.

### France

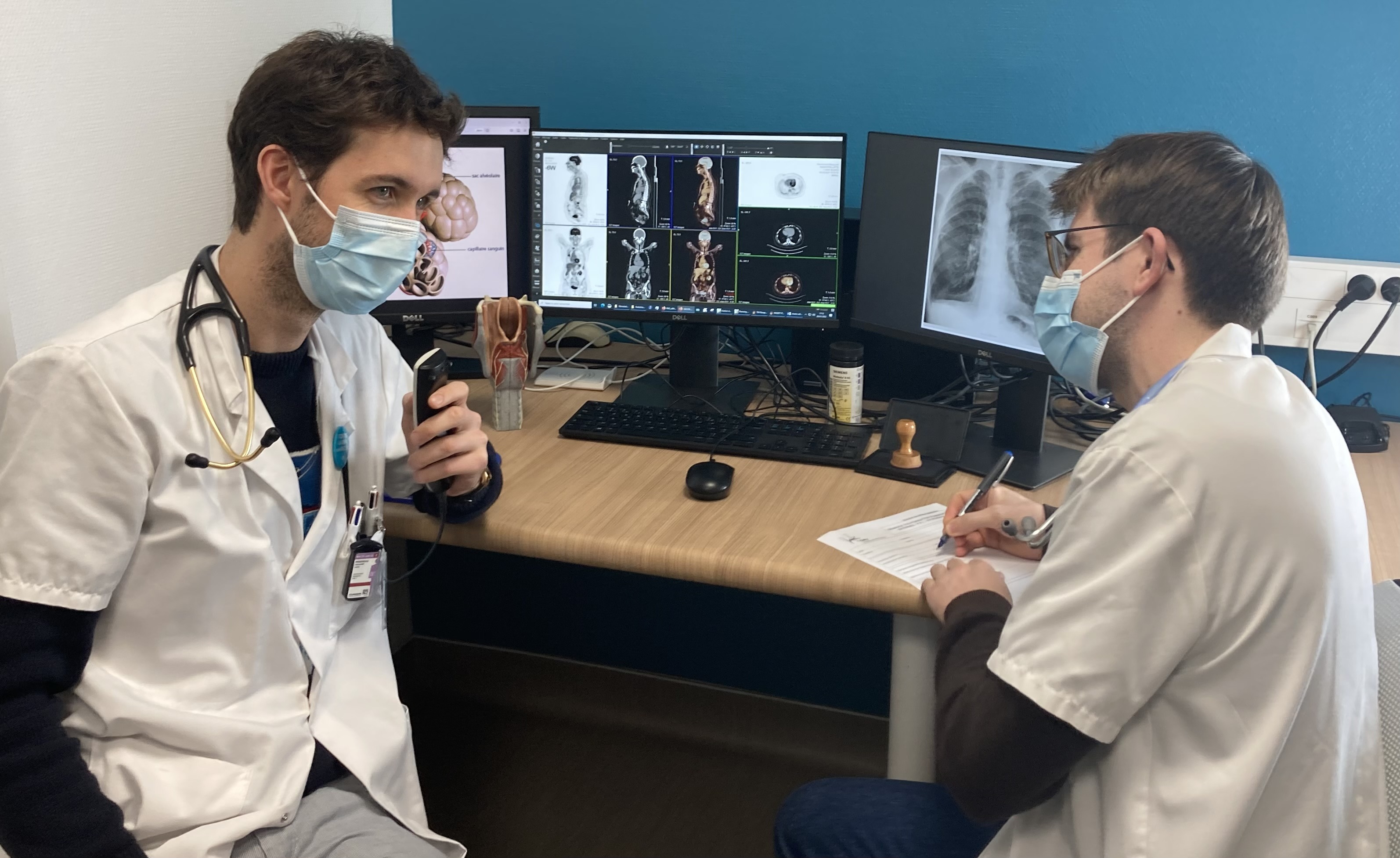
Jeunes médecins français spécialisés en oncologie

Pour exercer en France en tant que médecin, le diplôme d’État de docteur en médecine est obligatoire et est délivré à l’issue de la formation de médecin qui dure 10 ans pour un généraliste et 10 à 12 ans pour un spécialiste. À partir de 2020, fin du numerus clausus et de la PACES (première année commune des études de santé) : trois voies d'accès aux études de santé.
Les études médicales sont ouvertes à tous les bacheliers. Mais l'accès en 2e année des études de médecine est soumis à un concours sélectif en fin de première année : de 12 à 29 % de réussite selon les universités, primants et redoublants confondus.
Afin de correspondre au système « Licence, master, doctorat », le système de formation a été modifié en 2010. Le premier cycle des études médicales inclut la PACES (première année commune aux études de santé) qui est une année commune aux étudiants en médecine, odontologie, pharmacie, maïeutique, kinésithérapie et ergothérapie. À la suite de cette PACES, les étudiants passent un concours à la fin duquel ils peuvent accéder, s'ils sont admis, en deuxième et troisième année de formation générale en sciences médicales (à savoir la DFGSM2 et la DFGSM3). Le deuxième cycle des études médicales (DFASM1, DFASM2, DFASM3) ouvre la voie à l'externat et à la pratique médicale proprement dite, et aboutit à l'examen classant national (ECN) en fin de sixième année de médecine (DFASM3) permettant d'accéder au troisième cycle des études médicales.
Le troisième cycle des études médicales (TCEM) est obligatoire et s'ouvre à l'issue des ECN et peut durer de quatre à six ans en fonction de la discipline choisie — parmi lesquelles on retrouve la médecine générale (quatre ans), les spécialités médicales (quatre à cinq ans), chirurgicales et de gynécologie-obstétrique (six ans) — et constitue l'internat. Le cycle se divise en 3 phases. À l’issue de la deuxième phase, l’interne soutient la thèse du diplôme d'État de docteur en médecine qui permet l’accession à la phase de docteur junior.
Pour certaines spécialités, une formation complémentaire est nécessaire après le TCEM et cette phase dure entre un et quatre ans. Il peut s'agir d'un clinicat universitaire ou d'un assistanat de spécialité. Ceci correspond donc à une formation totale de 11 à 15 ans.

### Canada
Pour obtenir le titre de médecin au Canada, l'obtention d'un doctorat en médecine (M.D.) d'une université reconnue est nécessaire. Ce programme a une durée de 4 à 5 ans. Par la suite, le médecin doit compléter une résidence dans une spécialité médicale comme la médecine de famille, la médecine interne, la pédiatrie ou la médecine d'urgence, par exemple. Ces programmes de formation post-doctoraux ont généralement une durée de 2 à 5 ans, mais il existe certains programmes de résidences qui ont une durée de 6 à 8 ans. Durant sa résidence, le médecin est rémunéré selon la grille salariale de la Fédération des médecins résidents du Québec (FMRQ).
Pour pouvoir exercer légalement au Québec, un diplômé en médecine doit être inscrit au tableau des membres du Collège des médecins du Québec (CMQ), ce qui implique que le médecin doit avoir complété un doctorat en médecine (M.D.) d'une université reconnue et un programme de résidence médicale dans une des nombreuses spécialités médicales comme la médecine de famille, la médecine interne ou la pédiatrie[source insuffisante].
Au Québec, les médecins spécialistes en médecine de famille sont certifiés par le Collège des médecins de famille du Canada (CMFC). Les autres médecins détenant une formation dans un autre domaine médical reconnu comme étant une spécialité médicale par le Collège des médecins du Québec sont certifiés par le Collège royal des médecins et chirurgiens du Canada.

## Réglementation
Dans la majorité des pays, les médecins doivent avoir la permission du gouvernement pour pratiquer la médecine. Ils doivent aussi parfois être membres d'un ordre professionnel. Dans certains pays, c'est cet ordre professionnel qui autorise les médecins à pratiquer alors que le gouvernement ne fait que reconnaître l'autorité de l'ordre en la matière.

## Exercice

### France
En France, le médecin est un professionnel de santé habilité à exercer la médecine après obtention d'un diplôme d'État de docteur en médecine. Il peut exercer à l’hôpital, avoir une activité libérale ou travailler dans d'autres structures : industrie pharmaceutique, administration, médias… Les médecins sont soumis au code de déontologie médicale, qui fait partie du Code de la santé publique.
Le revenu annuel moyen net d'un médecin français varie en fonction du mode d'exercice et de l'activité. En activité libérale, il est en 2009 de 70 770 € (soit 5 898 € par mois) pour un médecin généraliste, et de 111 523 € (soit 9 294 € par mois) pour un médecin spécialiste.
Selon une étude de Gotoinvest, le salaire net mensuel d'un médecin à Paris en 2022 serait en moyenne de 3 062€ (3 574€ en province).

## Femmes médecins

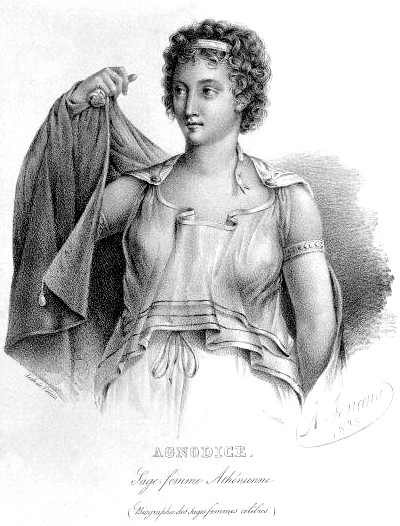
Agnodice, une des premières femmes médecin et gynécologue.

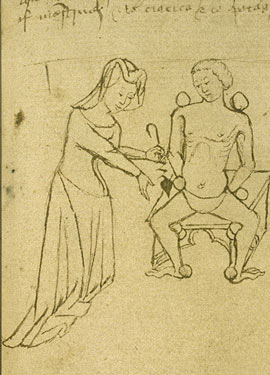
Femme pratiquant la médecine au Moyen Âge.

Après Hippocrate que l'on considère comme le premier médecin, Phanostratê, citoyenne d'Athènes au IVe siècle av. J.-C., est la première femme à être appelée « médecin » dans l'histoire de la Grèce antique.
Agnodice (Hagnodice) ou Hagnodikè  (en grec ancien : Ἁγνοδίκη) fut, selon une légende grecque rapportée par Hygin (Caius Julius Hyginus) dans la 274e de ses Fabulae, l'une des premières femmes médecin et gynécologue. Issue de la haute société athénienne, elle se déguisa en homme pour suivre les cours de médecine du célèbre médecin Hérophile. Vers 350 av. J.-C., elle passa brillamment l'examen et devient gynécologue, mais sans révéler qu'elle était une femme.
A l'époque contemporaine, la première femme médecin est Nadejda Souslova une Russe qui a passé sa thèse à Zurich en Suisse. Mais comme en Suisse, de par la loi, un médecin était obligatoirement un homme, elle dut quitter la Suisse pour exercer ailleurs. L'entrée des femmes dans la médecine a lieu au XIXe siècle. En France, la loi du 19 ventôse de l'an XI (1803) n'interdit pas l'exercice de la médecine par les femmes. Cependant, la Convention puis Napoléon manifestèrent sur la liberté de choix de la femme une certaine hostilité, quand Sieyès et Condorcet la défendirent. Au cours du siècle, un enseignement secondaire féminin est créé afin de se soustraire à l'influence du clergé, mais il reste difficile de se présenter à l'université et encore plus ensuite de travailler dans un hôpital. Madeleine Brès obtient ainsi un baccalauréat et se présente à l'université en 1866 mais elle ne peut aller dans un hôpital. Alertés par le doyen Wurtz, Victor Duruy et l'impératrice Eugénie la soutiennent et elle passe sa thèse en 1870, la même année qu'une Anglaise, Miss Garett. Lors de la guerre franco-prussienne de 1870, des femmes médecins servent comme internes lors du siège de Paris, notamment à l'hôpital Broca. Après la fin du conflit, il leur est autorisé de se présenter au concours de l'externat mais on leur refuse celui de l'internat. Cela donne lieu à de vifs débats, des pétitions d'internes, de directeurs d'hôpitaux et d'hommes politiques considérant l'inaptitude physique et morale des femmes et s'opposant à des personnalités comme Paul Bert qui les défendent. Ce dernier note qu'en 1884, l'Assistance publique émet un avis favorable pour l'accès aux femmes au concours d'interne, mais chose refusée par les Sociétés des hôpitaux. Le 31 juillet 1885, il profite du fait qu'une Anglaise avec un brillant parcours, Blanche Edwards, ne peut se présenter au concours car ayant à 28 ans dépassé la limite d'âge, et lève toutes les interdictions. Sous les huées, elle passe néanmoins l'internat en 1886, après la première femme interne des hôpitaux de Paris, Augusta Klumpke, dans les mêmes circonstances. Cette dernière devint présidente de la Société de neurologie mais fut interdite de se rendre en salle de garde.
En Suisse et en Russie, les femmes peuvent étudier la médecine à l'université depuis la seconde moitié du siècle et celles qui participent à la guerre russo-turque sont célébrées. Au Royaume-Uni, les femmes doivent venir passer leurs diplômes en France ou en Suisse ; de retour dans leur pays, il leur est impossible d'exercer donc elles passent par des voies détournées, notamment en se faisant agréer par la Worshipful Society of Apothecaries (en) de Londres, comme Sophia Jex-Blake, première femme médecin, qui ouvre une clinique privée et crée l’Edinburgh School of Medicine for Women, qu'elle dirige durant vingt ans. Lorsque les femmes sont autorisées à accéder aux études de médecine, elles restent confrontées à la difficulté de réaliser leur formation pratique à l'hôpital. Après plusieurs procès, le Parlement britannique accepte finalement de les laisser exercer en 1875 : on compte 23 femmes médecins en 1876, 100 en 1882 et 212 en 1901. En Allemagne, malgré un ostracisme similaire, l'évolution suit et on compte 400 étudiantes en médecine en 1899. Dans les autres pays d'Europe, la situation est plus contrastée : en Belgique, aux Pays-Bas et en Finlande, les femmes médecins ont souvent fait leurs études en Suisse et pratiquent à l'étranger. En 1889, Nielsine Nielsen devient la première femme médecin au Danemark. En Bosnie, des femmes médecins (comme Mme Krajewska) existent car les hommes médecins ne peuvent toucher des femmes musulmanes malades. En Grèce, quelques femmes médecins militaires sont célébrées, comme à Épire et Thessalonique. En Autriche-Hongrie, les femmes ne peuvent pas entrer à l'université et on ne compte presque pas de femmes médecin en Italie et en Espagne.
Depuis le début des années 1980, la féminisation de cette profession ne cesse d'augmenter.